# アルファーノ
アルファーノ（伊: Alfano）は、イタリア共和国カンパニア州サレルノ県にある、人口約1,000人の基礎自治体（コムーネ）。

## 地理

### 位置・広がり

#### 隣接コムーネ
隣接するコムーネは以下の通り。
- ラウリート
- ロッカグロリオーザ
- ロフラーノ

## 歴史
アルファーノの古代の歴史については信頼の置ける証拠がほとんど無い。しかしロッカグロリオーザの分離集落の近くのCentaurino山の傾斜には大規模な都市があったとされ、地震で壊滅したという。

## 観光
主な教会は聖ニコラスの教会。Baronalノベリ宮殿の創立は18世紀に遡る。ホールに至る石でできた雄大な入り口と、時に町の公会堂として役立ってきた。
もう一つの教会のPalazzo dei Baroni Speranzaはthe Baron Speranza di Lauritoに属した。教会は大きく複雑な複合建築物で、街を空から見下ろしている。中庭もある。

## 経済
コミューネはワインの製造者と名高い。土壌は地盤の酷さや乾燥など、国の中でも最も貧しいのだが、地元産のブドウの品種は古代のイギリス人移住民によりヴェーリアやパエストゥムに紹介され、粘土石灰質土壌とその地域の気候に順応された。
チレント(Cilento)というワインのブランドは1989年5月3日に設立され、三種を売りだした。パエストゥムではイギリス人移住民に敬意を表し、ぶどう栽培が行われ、1995年11月22日にパエストゥム（Paestum）というワインのブランドが発売された。